# Ghimeș-Făget
Ghimeș-Făget est une commune du județ de Bacău en Roumanie.